# 1385 Gelria
1385 Gelria (1935 MJ) là một tiểu hành tinh vành đai chính được phát hiện ngày 24 tháng 5 năm 1935 bởi Van Gent, H. ở Johannesburg (LS).